# Ledningsejerregistret
Ledningsejerregistret (LER) er et landsdækkende register over Danmarks ledningsejere og deres interesseområder. Formålet med ledningsejerregistret er at reducere antallet af graveskader på de forsyningsledninger, som er gravet ned i jorden og havbunden. 
Ledningsejerregistret er reguleret af en lov og en bekendtgørelse. LER-loven beskriver blandt andet hvem der har pligt til at bruge LER. De konkrete regler for udleveringen af ledningsoplysninger reguleres af andre love og frivillige standarder.

## Ledningsejernes oplysningspligt
Ifølge vejlovene og det gældende standardregulativ har en ledningsejer pligt til at oplyse sine ledningers placering til vejmyndighederne. LER-loven og standardregulativet udvider oplysningspligten, så pligten også gælder over for andre ledningsejere og over for graveaktører.

## Graveaktørernes forespørgselspligt
Professionelle entreprenører og andre graveaktører har ifølge LER-loven pligt til at indhente ledningsoplysninger hos de relevante ledningsejere, før de påbegynder et gravearbejde. Ledningsejere skal besvare henvendelsen hurtigst muligt og senest fem arbejdsdage efter, at graveaktøren har lavet forespørgslen i LER systemet.

## Ekstern henvisning
- Ledningsejerregistret (LER)